# Pierre Aigüe
La Pierre Aigüe est un menhir situé à Donville-les-Bains, dans le département français de la Manche, en région Normandie.

## Description
Le menhir est constitué d'un bloc de quartz de forme pyramidale de 3 m de hauteur pour une largeur de 2,60 m à la base et 1,30 m au sommet.